# Szin
Szin là một thị trấn thuộc hạt Borsod-Abaúj-Zemplén, Hungary. Thị trấn này có diện tích 18,1 km², dân số năm 2010 là 747 người, mật độ 41 người/km².